# Raspailia acerata
Raspailia acerata är en svampdjursart som först beskrevs av Carter 1887.  Raspailia acerata ingår i släktet Raspailia och familjen Raspailiidae. Inga underarter finns listade i Catalogue of Life.